# Collinas
Collinas (sardinski: Fòrru) je grad i općina (comune) u pokrajini Južnoj Sardiniji u regiji Sardiniji, Italija. Nalazi se na nadmorskoj visini od 249 metara i ima populaciju od 846 stanovnika.
 Prostire se na teritoriju od 20,83 km². Gustoća naseljenosti je 41 st/km².
Susjedne općine su: Gonnostramatza, Lunamatrona, Mogoro, Sardara, Siddi i Villanovaforru.